# Motores PureTech(EB-PSA)
O motor ``EB`` é um motor à combustão desenvolvido pela Société Française de (Criada em 1969 pela Renault e Peugeot cada uma com 50% de participação e em 2013 o Grupo PSA adquiriu os 50% da Renault).
Lançado em 2013, espera-se equipar a faixa intermediária do Grupo PSA sob o nome comercial PureTech.
Disponível na versão VTI naturalmente aspirada e-THP turbo, o motor EB é um motor a gasolina de pequeno deslocamento para substituir a familia do Motor TU e o Motor EP em suas versões 1.4 (EP3) e 1.6(EP6) naturalmente aspiradas.
O bloco é baseado em 121 patentes registradas e utiliza processos de fabricação de ponta: fundição sob pressão, eixo de manivela de aço e DLC (carbono semelhante ao diamante) 4. O furo do bloco é feito na massa de alumínio. As versões sobrealimentadas apresentam um turbo de alta produção de até 240.000 rpm

## Tabela de comparação

### Versões
| Nome comercial               | 1.0 VTI                            | 1.2 VTI                            | 1.2 VTI                            | 1.2 VTI                            | 1.2 VTI                            | 1.2 THP                            | 1.2 THP                            | 1.2 THP                            | 1.2 THP                            | 1.2 THP                            |
| ---------------------------- | ---------------------------------- | ---------------------------------- | ---------------------------------- | ---------------------------------- | ---------------------------------- | ---------------------------------- | ---------------------------------- | ---------------------------------- | ---------------------------------- | ---------------------------------- |
| Nome técnico                 | EB0                                | EB2FB                              | EB2M                               | EB2F                               | EB2                                | EB2ADTD                            | EB2DT                              | EB2DTS                             | EB2DTSM                            | EB2ADTX                            |
| Bloco do motor               | Aluminio                           | Aluminio                           | Aluminio                           | Aluminio                           | Aluminio                           | Aluminio                           | Aluminio                           | Aluminio                           | Aluminio                           | Aluminio                           |
| No. de cilindros / Válvulas  | 3 cilindros em linha / 12 válvulas | 3 cilindros em linha / 12 válvulas | 3 cilindros em linha / 12 válvulas | 3 cilindros em linha / 12 válvulas | 3 cilindros em linha / 12 válvulas | 3 cilindros em linha / 12 válvulas | 3 cilindros em linha / 12 válvulas | 3 cilindros em linha / 12 válvulas | 3 cilindros em linha / 12 válvulas | 3 cilindros em linha / 12 válvulas |
| Combustível                  | Gasolina                           | Gasolina                           | Gasolina                           | Gasolina                           | Gasolina                           | Gasolina                           | Gasolina                           | Gasolina                           | Gasolina                           | Gasolina                           |
| Norma de Emissões            | Euro 5/Euro 6b                     | Euro 6d                            | Euro 5/Euro 6b                     | Euro 5/Euro 6d-Temp                | Euro 5/Euro 6b                     | Euro 6c                            | Euro 6d                            | Euro 6d                            | Euro 5                             | Euro 6c                            |
| Cilindrada / Diametro / Taxa | 999 Cm3 / 71x84,1mm / 11:1         | 1.199,1 Cm3 / 75x90,5mm / 11:1     | 1.199,1 Cm3 / 75x90,5mm / 11:1     | 1.199,1 Cm3 / 75x90,5mm / 11:1     | 1.199,1 Cm3 / 75x90,5mm / 11:1     | 1.199,1 Cm3 / 75x90,5mm / 10,5:1   | 1.199,1 Cm3 / 75x90,5mm / 10,5:1   | 1.199,1 Cm3 / 75x90,5mm / 10,5:1   | 1.199,1 Cm3 / 75x90,5mm / 10,5:1   | 1.199,1 Cm3 / 75x90,5mm / 10,5:1   |
| Tipo                         | Naturalmente Aspirado com VVT      | Naturalmente Aspirado com VVT      | Naturalmente Aspirado com VVT      | Naturalmente Aspirado com VVT      | Naturalmente Aspirado com VVT      | Sobrealimentado, Turbo-compressor  | Sobrealimentado, Turbo-compressor  | Sobrealimentado, Turbo-compressor  | Sobrealimentado, Turbo-compressor  | Sobrealimentado, Turbo-compressor  |
| Potencia max (cv)            | 68cv a 6000 RPM                    | 68cv a 6000 RPM                    | 72cv a 5500 RPM                    | 75cv a 5750 RPM                    | 82cv a 5750 RPM                    | 102cv a 5500 RPM                   | 110cv a 5500 RPM                   | 130cv a 5500 RPM                   | 136cv a 5500 RPM                   | 155cv a 5500 RPM                   |
| Potencia max (kW)            | 50 kW a 6000 RPM                   | 50 kW a 6000 RPM                   | 53 kW a 5500 RPM                   | 55 kW a 5500 RPM                   | 60 kW a 5750 RPM                   | 75 kW a 5500 RPM                   | 81 kW a 5500 RPM                   | 96 kW a 5500 RPM                   | 100 kW a 5500 RPM                  | 115 kW a 5500 RPM                  |
| Torque max (Nm)              | 95 Nm a 3000 RPM                   | 106 Nm a 2750 RPM                  | 110 Nm a 3000 RPM                  | 118 Nm a 2750 RPM                  | 118 Nm a 2750 RPM                  | 205 Nm a 1750 RPM                  | 205 Nm a 1500 RPM                  | 230 Nm a 1750 RPM                  | 230 Nm a 1750 RPM                  | 240 Nm a 1750 RPM                  |
| Anos de Produção             | 2012 - 2016                        | 2016 - ....                        | 2013 - 2017                        | 2013 - ....                        | 2012 - 2017                        | 2018 - ....                        | 2015 - ....                        | 2014 - ....                        | 2015 - ....                        | 2018 - ....                        |